# 일본국유철도 3대 미제 사건
|  |

|  |

|  |

|  |

|  |

|  |

국철 3대 미제 사건(일본어: 国鉄三大ミステリー事件 코쿠테츠 산다이 미스테리 지켄[*])은 일본 미군정 치하였던 1949년 여름에 차례로 발생한, 일본국유철도와 관련된, 진상이 불분명한 수수께끼의 3가지 사건이다.

## 3사건
이하 3개 사건을 말한다.
- 시모야마 사건: 1949년 7월 5일 아침, 국철 총재 시모야마 사다노리가 출근길에 실종, 다음날인 6일 새벽녘에 조반선 철로 위에서 토막난 시체로 발견된 사건.
- 미타카 사건: 1949년 7월 15일, 주오 본선 미타카역에서 무인열차가 폭주한 사건. 사망자 6명, 부상자 20명 발생.
- 마쓰카와 사건: 1949년 8월 17일, 도호쿠 본선 마쓰카와 ~ 가나야가와 역 사이의 레일을 누군가 고의로 제거, 열차가 탈선한 사건. 사망자 3명 발생.

그 밖에도 당시 국철에서는 마쓰카와 사건과 비슷한 탈선 사고들이 발생했는데, 이하와 같다.
- 니와사카 사건: 1948년 4월 27일, 오우선의 아카이와 ~ 니와사카 사이에서 레일이 떨어져 열차가 탈선한 사건. 사망자 3명 발생.
- 요산 선 사건: 1949년 5월 9일, 요산선의 아사나미 ~ 이요호조 역 사이의 레일을 누군가 고의로 제거, 열차가 탈선한 사건. 사망자 3명 발생.
- 마리모호 탈선 사건: 1951년 5월 17일, 네무로 본선의 신토쿠 ~ 오치아이 역 사이의 레일을 누군가 고의로 제거, 열차가 탈선한 사건. 경상자 1명 발생.